# Утьос (Казахстан)
Утьо́с (каз. Отес) — село у складі Актогайського району Павлодарської області Казахстану. Входить до складу Караобинського сільського округ.
Населення — 191 особа (2021; 209 у 2009, 211 у 1999, 321 у 1989).
Національний склад станом на 1989 рік:
- казахи — 100 %.